# Masatada Ishii
Masatada Ishii (石井 正忠, Ishii Masatada) est un footballeur japonais né le 1er février 1967 à Ichihara dans la préfecture de Chiba au Japon.

## Palmarès joueur
- Championnat du Japon :
  - Champion en 1996 (Kashima Antlers).

## Palmarès entraîneur
- Championnat du Japon 2016
- Finaliste de la Coupe du monde des clubs de la FIFA 2016